# Lactocollybia variicystis
Lactocollybia variicystis är en svampart som beskrevs av D.A. Reid & Eicker 1998. Lactocollybia variicystis ingår i släktet Lactocollybia och familjen Marasmiaceae.   Inga underarter finns listade i Catalogue of Life.